# لینستد پروا
لینستد پروا (به انگلیسی: Linstead Parva) یک روستا و محله مدنی در بریتانیا است که در Suffolk Coastal واقع شده‌است. لینستد پروا ۱۳۲ نفر جمعیت دارد.